# Осада Йорктауна
Осада Йорктауна (1781, англ. Siege of Yorktown) — финальный эпизод Йорктаунской кампании, во время Войны за независимость США, произошедший в 1781 году и завершившийся решительной победой коалиции, состоящей из американских войск во главе с Джорджем Вашингтоном и французских войск под командованием графа де Рошамбо, над британскими войсками, которыми командовал лорд Чарльз Корнуоллис. Являясь кульминацией Йорктаунской кампании, она стала последним крупным эпизодом войны на суше в ходе американской революции. Поражение армии Корнуоллиса побудило британское правительство в конечном счёте начать переговоры о завершении конфликта.

## Предыстория
В 1778 году 5000 французских солдат на 12 дней высадились в Род-Айленде, чтобы помочь своим американским союзникам в ходе операций против англичан, контролировавших Нью-Йорк. Однако уже 10 августа вице-адмирал д’Эстен снова погрузил бо́льшую часть войск на корабли. Так и не оказав помощи в Род-Айленде, он после маневров и нескольких стычек на море ушел в Вест-Индию. В 1780 году д’Эстена сменил де Грасс. После прибытия подкреплений из Франции, что означало в том числе возможность поддержки со стороны французского флота в Вест-Индии, Вашингтон и Рошамбо попросили де Грасса помочь в осаде Нью-Йорка или в военных операциях против британской армии, действующей в Вирджинии. По совету Рошамбо де Грасс объявил им о своём намерении идти в Чесапикский залив, где Корнуоллис принял командование армией. Корнуоллис, сначала получавший путаные приказы от своего командующего, Генри Клинтона, в итоге исполнил приказ укрепить глубоководный порт, в качестве которого был выбран Йорктаун в Вирджинии.Французский флот превосходящий по численности предотвратил Британскую морскую поддержку в последующей осаде в результате Чесапикского сражения. Армия Корнуоллиса оказалась прижата к морю Континентальной армией во главе с маркизом де Лафайетом без всякой надежды на помощь и подкрепления.

## Йорктаунская кампания

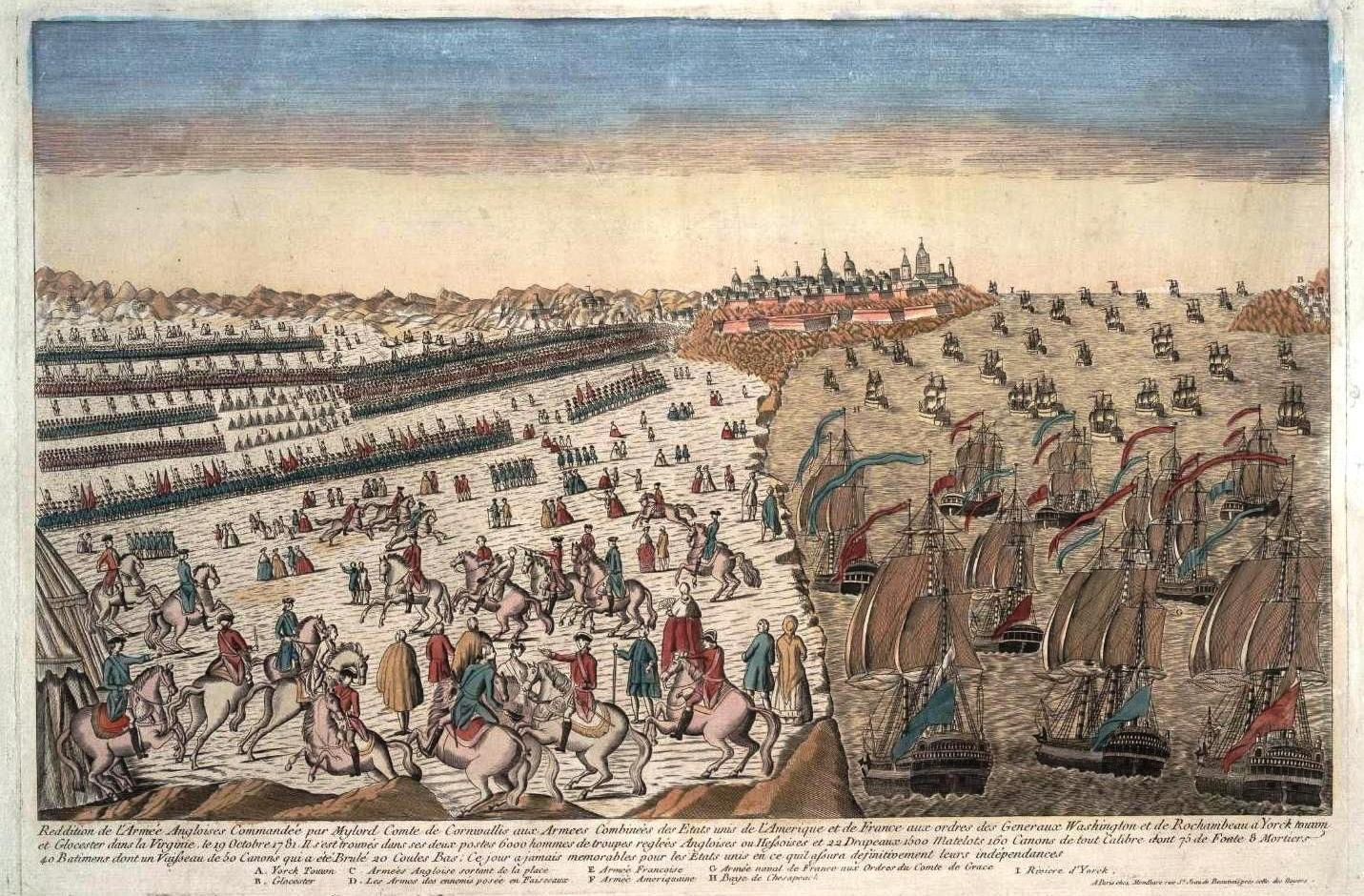
Капитуляция Йорктауна; французская гравюра, 1781. Автор явно не был очевидцем. Процедура сдачи армии изображена правдиво, но сам Йорктаун выглядит европейским городом с каменными стенами

Французская и американская армии объединились к северу от Нью-Йорка в течение лета 1781 года. Когда согласие де Грасса на помощь было получено, обе армии двинулись на юг, используя тактику обмана и заставив британцев поверить в то, что они планируют осадить Нью-Йорк. Де Грасс вышел из Вест-Индии и прибыл в Чесапикский залив в конце августа, доставив дополнительные войска и установив морскую блокаду Йорктауна. Он привёз также 500 тысяч песо, собранные с горожан Гаваны, Куба, для финансирования продолжения осады и выплаты жалованья Континентальной армии. Находясь в Санто-Доминго, де Грасс встретился с Франсиско Сааведрой де Сангронисом, агентом испанского короля Карла III. Де Грасс планировал оставить часть своих военных кораблей в Санто-Доминго, но Сангронис обещал помощь испанского военно-морского флота в защите французского торгового флота, что позволило де Грассу отплыть на север со всеми военными кораблями. В начале сентября в Чесапикском сражении он сорвал попытку снабжения английским флотом под командованием Томаса Грейвза, шедшим на помощь Корнуоллису. В результате этой победы де Грасс лишил Корнуоллиса малейшей возможности выдержать осаду. К концу сентября прибыли Вашингтон и Рошамбо, и армия и флот полностью блокировали Корнуоллиса.

## Осада
26 сентября прибыли транспорты с артиллерией, инструментами и некоторым количеством французской пехоты. С их прибытием у Вашингтона имелось 7800 французской пехоты, 3100 ополченцев и 8000 солдат Континентальной армии. Утром 28 сентября Вашингтон вывел армию из Уильямсберга и подступил к Йорктауну. Французы заняли левую половину осадных линий, а американцы — почётную правую половину. Укрепления Йорктауна состояли из семи редутов и батарей, которые были соединены траншеями. Артиллерия прикрывала так же пролив между Йорктауном и Глостер-Пойнт. В тот же день Вашингтон провёл рекогносцировку и пришёл к мнению, что необходима артиллерийская бомбардировка укреплений.
В тот день инженеры навели дороги через болота и 29 сентября Вашингтон придвинул армию к Йорктауну. Англичане открыли по пехоте артиллерийский огонь, а американские стрелки вступили в перестрелку с гессенскими егерями. В тот день Корнуоллис получил известия, что в течение недели прибудет вспомогательный отряд в 5000 человек, поэтому решил сократить свою линию. Он оставил передовые редуты, кроме Фузилерского редута на западе и редутов № 9 и № 10 на востоке. Осаждающие сразу заняли брошенные укрепления и стали строить на них батареи. Весь день американцы и англичане укрепляли свои позиции.
30 сентября французы атаковали Фузилерский редут, и бой длился два часа, после чего французы отступили.

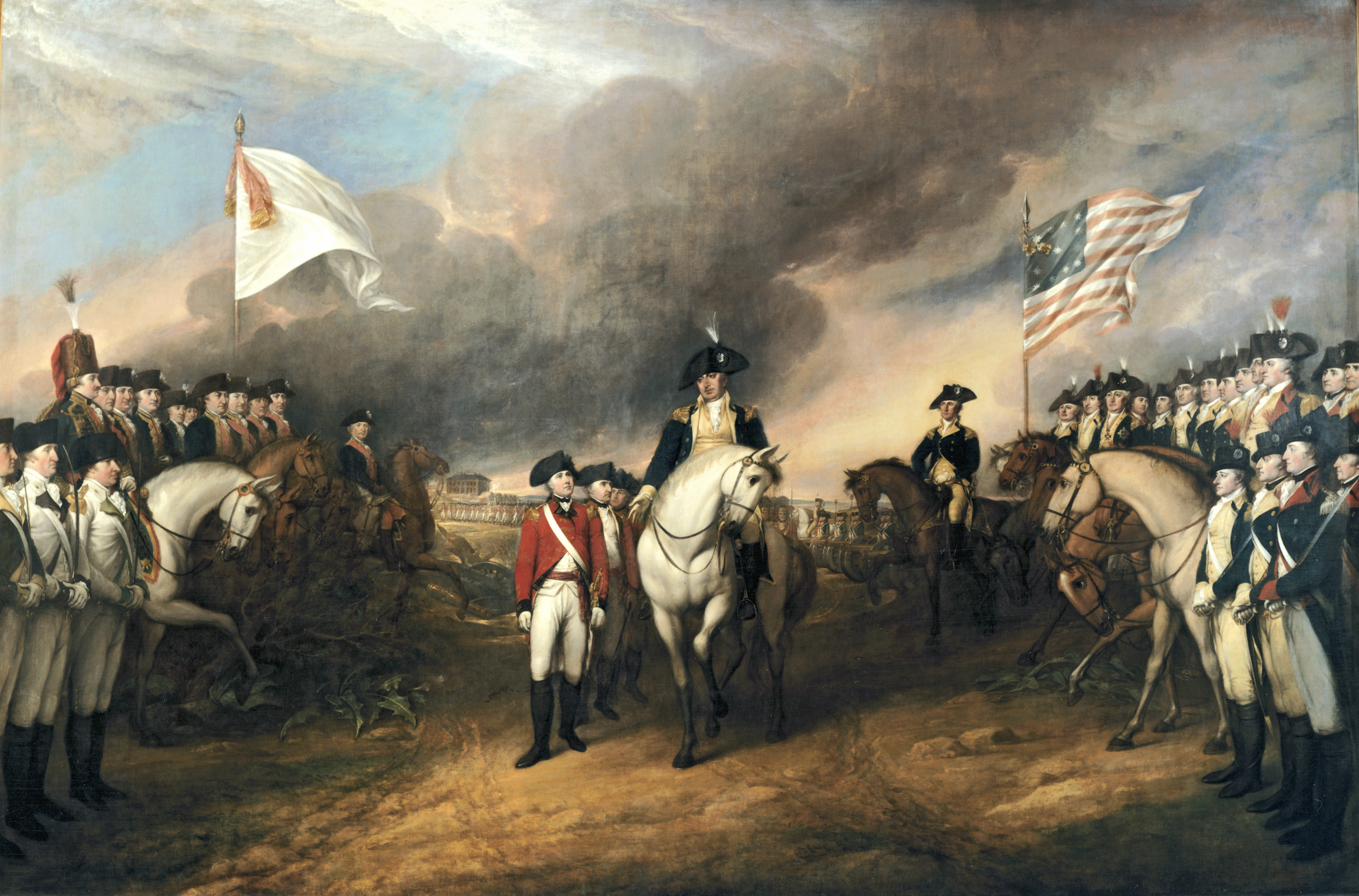
Капитуляция Корнуоллиса; картина 1820 года

После первоначальной подготовки американцы и французы создали первую линию осады и начали бомбардировку. Так как британская оборона была ослаблена, Вашингтон 14 октября 1781 года послал две колонны, чтобы атаковать последний крупный оставшийся участок британской обороны. Французская колонна взяла редут № 9, а американская — редут № 10. Взятие этих позиций позволило союзникам построить вторую параллель. Ввиду резко усилившегося и более интенсивного, чем когда-либо, артиллерийского огня со стороны американцев ситуация для британцев стала быстро ухудшаться, и 17 октября Корнуоллис запросил условия капитуляции. После двух дней переговоров 19 октября состоялась церемония капитуляции. Корнуоллис не присутствовал на ней, сославшись на то, что болен.
Именно в этот день адмирал Грейвз вышел из Нью-Йорка с новой экспедицией помощи Йорктауну. Но он опоздал. К тому же он не имел связи с Корнуоллисом, и тот считал своё положение безнадежным.

## Последствия

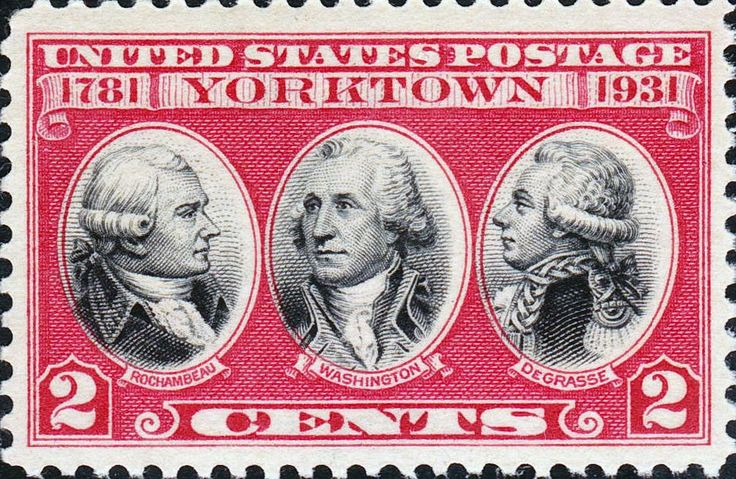
Памятная марка США 1931 года

Когда новость о сдаче в плен более 7000 британских солдат достигла Британии, это вызвало правительственный кризис. Парламент вынес вотум недоверия; консервативный кабинет лорда Норта пал, на смену ему пришел новый кабинет вигов во главе с маркизом Рокингемом. Парламент провозгласил короля неспособным управлять колониями, проголосовал за окончание войны и признание независимых Соединённых Штатов.
В мае 1782 года начались переговоры между Великобританией и США, позже к ним присоединились другие воюющие страны. Переговоры завершились подписанием Парижского мира 1783 года.